# Yakuza 6: The Song of Life
Yakuza 6: The Song of Life (龍が如く6 命の詩?, Ryū ga Gotoku 6: Inochi no Uta, lett. "Come un drago 6: La poesia della vita") è il sesto capitolo della saga di videogiochi, sviluppati da SEGA, ambientati nel mondo della malavita giapponese, uscito l'8 dicembre 2016 in territorio giapponese. La versione occidentale del gioco è stata pubblicata nel 2018. Una versione di prova (龍が如く6 命の詩: お試し版) è stata pubblicata sul PlayStation Network giapponese il 28 novembre 2016.

## Sviluppo
Il gioco viene annunciato durante il Tokyo Game Show 2015 da parte di Toshihiro Nagoshi, ideatore e produttore della saga.
Il capitolo si configura come la conclusione all'arco narrativo del protagonista Kazuma Kiryu. Il gioco comprende un cast di attori reali giapponesi, i quali forniscono volto e voce ai vari personaggi del gioco: l'attore Nipponico Takeshi Kitano venne subito annunciato come parte del cast. L'attore impersonerà il malavitoso Toru Hirose.
Oltre all'originale versione in giapponese, Yakuza 6 verrà anche tradotto in cinese tradizionale. Il 26 luglio del 2016 viene annunciata la data di uscita, fissata per l'8 dicembre del medesimo anno per il mercato giapponese mentre per il mercato occidentale è stato previsto inizialmente per il 20 Marzo 2018 distribuito da Deep Silver ma è stato rinviato al 17 Aprile 2018. Una demo ufficiale per il mercato statunitense e quella europea è stata rilasciata il 27 Febbraio 2018 ma subito ritirata a causa di un errore dello sviluppatore che ha distribuito involontariamente la versione completa del gioco, tornata poi disponibile ufficialmente il 19 Marzo.
Yakuza 6 è il primo videogioco della serie ad utilizzare un nuovo motore grafico fotorealistico, a 30 fps, chiamato "Dragon Engine".

## Trama
Mentre si riprende dalle ferite subite nel capitolo precedente, Kazuma Kiryu viene avvicinato dalla polizia, che intende arrestarlo per i suoi crimini. Kiryu sceglie di accettare l'arresto e sconta di sua volontà una condanna di tre anni, in modo da poter poi vivere in pace con i bambini da lui allevati. Allo scadere dei tre anni, nel 2016, Kiryu scopre che Haruka è sparita per evitare che i media prendano di mira l'orfanotrofio per colpa sua, e che Daigo Dojima e Goro Majima sono stati ingiustamente arrestati per l'incendio di Little Asia, avvenuto sei mesi prima del suo rilascio. Kiryu torna quindi a Kamurocho per investigare, ma scopre che Haruka è finita in coma dopo un incidente, e che ha avuto un figlio, Haruto, ancora neonato. Con la speranza che Haruka si risvegli dal coma, Kiryu viaggia col piccolo Haruto a Onomichi Jingaicho, a Hiroshima, per scoprire cosa è accaduto ad Haruka durante la condanna di Kiryu.
Al suo arrivo, Kiryu fa conoscenza con la famiglia Hirose, dell'alleanza Yomei, tra cui rientrano Tsuyoshi Nagumo, Naoto Tagashira, Takaaki Matsunaga e Yuta Usami, e con i quali l'amicizia, pur partendo col piede sbagliato, metterà radici. Scopre però anche che gli attuali reggenti del Tojo Clan e dell'alleanza Yomei stanno manipolando di nascosto gli eventi per mantenere il cosiddetto "Segreto di Onomichi", che si rivela in seguito essere la costruzione di una nave corazzata classe Yamato, abbandonata nel tardo periodo della Seconda Guerra Mondiale, e che l'incidente subito da Haruka, la quale aveva tentato di investigare sull'alleanza Yomei, è stato causato dalla Triade Saio di Kamurocho, guidata da Big Lo, padre di Yuta, soprattutto in quanto quest'ultimo aveva avuto un rapporto con lei (difatti Yuta si rivela essere il padre biologico di Haruto). A causa delle connotazioni negative di un rapporto interrazziale, e del fatto che l'ignaro Yuta era il secondo successore biologico della Triade Saio, separato dalla sua famiglia in Cina data la politica del figlio unico nel paese, la Triade aveva giudicato Haruto una minaccia e voleva evitare ogni forma di rivalità e, quindi, ogni tentativo di guerra civile. Viene coinvolta anche la mafia Jingweon coreana, guidata da Joon-Gi Han, il quale, dopo essere stato sconfitto da Kiryu, viene ucciso insieme a Masuzoe, altro membro della Triade, prima che possano rivelare il segreto di Onomichi. Furioso, Yuta dà fuoco a Little Asia e tenta di togliersi la vita insieme al padre per tentare di proteggere Haruka e suo figlio, ma Kiryu lo sconfigge e salva sia lui che Big Lo, poi torna a Onomichi, dove affronta e sconfigge Hirose, vero protettore del segreto. Questi viene però colpito mortalmente da Takeru Kurusu, alias Heizo Iwami, padre di Tsuneo; prima di spirare, rivela di essere lui il solo e unico responsabile per la morte dei padri di Nagumo, Matsunaga e Tagashira, i quali avevano scoperto la verità. Tsuneo fa poi uccidere il padre dai suoi sgherri e prende il controllo della Iwami Shipbuilding, e poi della stessa alleanza Yomei.
Kiryu, Shun Akiyama, Yuta, Matsunaga, Tagashira e Nagumo invadono la Millennium Tower e affrontano Takumi Someya, patriarca della sua omonima famiglia del clan Tojo. Someya viene sconfitto, e, per salvare la sua ex-moglie Kiyomi, presa in ostaggio da Tsuneo, esegue gli ordini di quest'ultimo e si toglie la vita tramite il seppuku. Nonostante questo, Koshimizu, vero successore dell'alleanza Yomei, spara alla donna. Dopo aver seppellito Someya, il gruppo comandato da Kiryu affronta faccia a faccia l'alleanza Yomei e Koshimizu viene sconfitto. In quel momento, sbucano fuori i veri burattinai, ovvero Tsuneo stesso e il suo braccio destro Katsumi Sugai, consigliere del clan Tojo, i quali hanno anche rapito Haruka e Haruto per tentare di fermare Kiryu; questi viene quindi malmenato prima da Sugai e poi da Tsuneo stesso, ma viene prontamente salvato dagli Hirose, riacquista le forze e sconfigge Iwami. Rifiutando la sconfitta, Tsuneo ordina a Sugai di sparare e far fuori Haruka e Haruto. Kiryu si frappone fra Haruka e Sugai e, pur riuscendo a salvare la figlia adottiva e il di lei figlioletto, viene ferito ancora più gravemente. Furiosi, gli Hirose malmenano Sugai, il quale si uccide con l'ultimo proiettile rimasto. Confidando che Haruka, suo figlio e i loro amici sono ormai salvi, Kiryu crolla tra le braccia della figlia adottiva, mentre Daidoji muore nel sonno.
Nel gennaio del 2017, però, Kiryu si rivela essere ancora vivo e, nell'ospedale nel quale si trova, un ignoto politico affiliato agli Yomei tenta di corromperlo per tacere sull'esposizione della corazzata e dell'apparente coinvolgimento di Daidoji, in quanto metterebbe in pericolo molti politici di alto profilo in Giappone, da lui protetti. Kiryu controbatte chiedendo che in cambio i Dojima siano liberati per finire una potenziale guerra tra i Tojo e gli Yomei, e insiste anche che il politico lo aiuti a fingere la sua morte per proteggere Haruka e la sua famiglia, che ora vivono nell'orfanotrofio Morning Glory, a Okinawa, come semplici cittadini. Nell'epilogo, Daigo, Majima e Saejima decidono dunque di fare un'alleanza con gli Yomei in onore di Kiryu, mentre Hiromi si riunisce con la madre Kiyomi, in quanto i proiettili che Koshimizu le aveva sparato contro erano in realtà a salve; si scopre infatti che Koshimizu intendeva tradire Tsuneo fin dall'inizio, non essendo mai stato d'accordo con le sue politiche. Nella scena finale, Kiryu guarda di nascosto Haruto compiere i suoi primi passi, per poi incamminarsi lontano, finalmente contento di aver raggiunto il suo obiettivo, ossia far sì che la sua vita sia libera dal crimine.

## Modalità di gioco
Yakuza 6 è ambientato nel quartiere a luci rosse di Tokyo, Kabukichō, accuratamente ricostruito e rinominato in Kamurocho, e nella cittadina storica di Onomichi, nei pressi della città di Hiroshima. 

Il sistema di combattimento resta il medesimo della serie, con un'aggiunta di maggiori effetti speciali visivi e con la possibilità, non appena riempita un'apposita barra dell'energia, di attivare una modalità denominata Ultimate Hit Mode (アルティメットヒ-トモード?), che permette al giocatore di effettuare ulteriori Heat Actions  (ヒートアクション?) sugli avversari e di combattere con l'ausilio di innumerevoli oggetti.
Novità grazie all'introduzione del nuovo motore grafico,"il Dragon Engine", i combattimenti potranno svolgersi anche all'interno di negozi e mini market, consentendo al giocatore di devastare l'ambiente circostante.
Kazuma Kiryu potrà anche creare una propria gang per respingere gli attacchi dei clan rivali e detenere il controllo di varie aree, tramite il minigioco del clan creator, accessibile anche con scontri online.
Per quanto riguarda l'attività di svago, Yakuza 6 introduce numerosi nuovi mini giochi corredati di sottotrame come il baseball e la pesca subacquea. Tramite le "troublemaker", una nuova modalità di minigioco interattivo casuale, Kazuma Kiryu deve risolvere improvvisamente, alle volte, anche con un timer incidenti, incendi improvvisi e aiutare vari sconosciuti che gli chiedono aiuto durante la normale esplorazione della mappa.
È presente una nuova modalità per aiutare l'avanzamento di esperienza tramite l'allenamento in palestra (lo Rizap training). Usando gli attrezzi della palestra con i consigli dietetici su che pranzi mangiare da parte del personal training, è possibile avere bonus aggiuntivi. Anche comprare lattine e succhi di frutta dai numerosi distributori automatici aiutano nell'avanzamento. Il protagonista è dotato di uno "stomaco" con cui saziarsi limitando l'assunzione di cibo dai locali impedendo così però la possibilità di ricaricare l'energia in maniera libera.
All'interno dei Club Sega, sarà possibile giocare alla versione completa di Virtua Fighter 5: Final Showdown (compresa la modalità multigiocatore per un massimo di 2 giocatori) e ad una vasta gamma di videogiochi retrò come Puyo Puyo, Space Harrier, Out Run, Super Hang-On e Fantasy Zone.
Come introdotto in Yakuza 0 sono presenti video live action di attrici per film per adulti giapponesi (le AV idol), dove però questa volta il giocatore potrà accedere ad aree internet ed interagire con alcune di esse simulando una chat via webcam: la conversazione con la ragazza sarà resa possibile dall'esatta selezione di tasti da parte del giocatore. Le ragazze av idol ospiti sono Anri Okita e Yua Mikami. 

Si potranno anche frequentare i cabaret hostess club (kyabakura) e i locali con karaoke, ed in questi è possibile scambiare chiacchiere facendo amicizia con un complesso sistema di dialoghi tra i partecipanti alla discussione. È presente anche un minigioco sull'adottare dei gatti randagi per aiutare un nyan-caffè, un luogo simile ad un bar dove gustare un caffè in compagnia di gatti nel locale. 

Kazuma Kiryu in Yakuza 6 dispone di un moderno smartphone, dove oltre a poter scattare delle foto e dei selfie gli funzionerà da menù di gioco soppiantando il menù classico della serie. Il telefonino dispone di icone dove si possono vedere i suoi progressi fisici e i promemoria delle sottotrame (substories). Altresì si può ora salvare il gioco ovunque accedendo via smartphone eliminando l'uso definitivo delle vecchie cabine telefoniche dislocate per la mappa.
Sono assenti i casinò con i minigiochi del blackjack, poker, roulette e baccarat, lo shogi e il majhong, il bowling, gli Ufo Catchers e il biliardo. Alcune zone del Kamurocho non saranno più accessibili come il "Champion District" con i suoi bar, il Kamurocho Hills, e il vecchio palazzo abbandonato dei senzatetto dove era presente sia una bisca clandestina sia il dojo del maestro Sotaro Komaki che in precedenza sbloccava nuove mosse di combattimento. Non è più presente l'arena di combattimenti clandestini nelle fogne gestite da Kage il fioraio.

## Accoglienza
Su console PS4, come propria esclusiva, il produttore Toshiro Nagoshi ha dichiarato che Yakuza 6: The Song of Life ha venduto più di 800 000 copie in tutto il mondo. Famitsū nella propria recensione, ha dato un voto di 39/40.